# 秀山站
秀山站是渝怀铁路上的一个车站，位于重庆市秀山县中和镇，2006年11月1日开通客运，现由成都铁路局涪陵车务段管辖，是成都铁路局与广州铁路集团的局界站。该车站及其上下行区间均为电气化区段，距重庆北站406公里，距怀化站196公里。

## 历史
渝怀铁路于2005年4月6日全线贯通，广铁集团同年12月开行怀化至秀山的载重试验列车，彼时秀山站已经建成。次年11月1日，渝怀线开通客运，首发的8609次列车即由重庆北站开往秀山站。当晚18时29分，首班列车驶入秀山站。
由于舊站房未能满足日益增长的客流需求，本站新站房于2013年動工，並於2015年1月8日完工并投入服務，建筑面积近8000平方米。